# Consolato iraniano di Erevan
Il Consolato iraniano è un edificio dal valore storico e culturale situato nel quartiere amministrativo del centro di Erevan in Armenia, e si trova in Hanrapetutyun Street.

## Storia
Secondo quanto sostenuto dall'architetto Varazdat Harutyunyan, questa parte della strada era di proprietà dell'Hadji di Persia, Abbas Calibara Abdou Hussein Oglu, intorno agli anni 1950.
Il Consolato rimase attivo fino al 1920.
Attualmente l'edificio è stato affittato, per circa 25 anni, dal Consiglio cittadino di Erevan, per la somma di 600 rubli al mese.
Il quartiere generale della divisione armena rimase in questo palazzo dal 1922 al 1937. Successivamente, vi si trasferì, per tre anni, il Comitato di soccorso armeno, a capo del quale vi era il poeta Hovhannes Tumanyan. All'epoca dell'Unione Sovietica, nel 1924, la scuola vi fu ubicata una scuola serale da parte dei comunisti. Poi, per 18 anni, fu sede dell'ufficio del Pubblico Ministero militare.
A partire dal 1964 e fino al 2019, vi ha avuto sede la Compagnia armena per la conservazione dei monumenti storici. I suoi fondatori sono stati l'accademico e pittore Martiros Saryan, l'architetto Varazdat Harutunyuan e lo storico e archeologo Babken Arakelyan. Il primo presidente della compagnia fu Martiros Saryan.

## L'edificio
L'edificio è costituito da un solo piano ed è stato costruito con pietra di tufo nero. Sulla sommità della facciata principale, al centro, c'è un largo disegno circolare. Gli archi superiori delle finestre sono finemente decorati. Le pareti interne sono totalmente ricoperte da affreschi. All'interno c'è una sala di preghiera coperta di specchi. Sulla sinistra rispetto all'entrata c'era una scala che portava al piano sotterraneo.
Il palazzo è stato restaurato, e ciò risulta dalla presenza del parquet, di un lampadario e del sistema di riscaldamento. Esiste un programma che prevede di restaurare l'esterno dell'edificio e altre sue stanze.

## Affreschi
Gli affreschi risalgono al periodo di costruzione del Consolato. Lo stile è orientale, persiano, e ricco di motivi armeni dipinti dagli artisti del luogo. Gli affreschi all'entrata, posti dove c'è l'arco che sormonta la porta, sono caratterizzati dalla rappresentazione di cani e moscerini, soggetti tipici delle miniature armene. Invece i motivi di fiori, teschi e uccelli sono tipicamente di tradizione persiana.
Durante il restauro della stanza del Console, gli affreschi sono stati curati da un gruppo di pittori professionisti che si sono occupati di migliorare la resa dei colori e di sistemare i frammenti mancanti. 

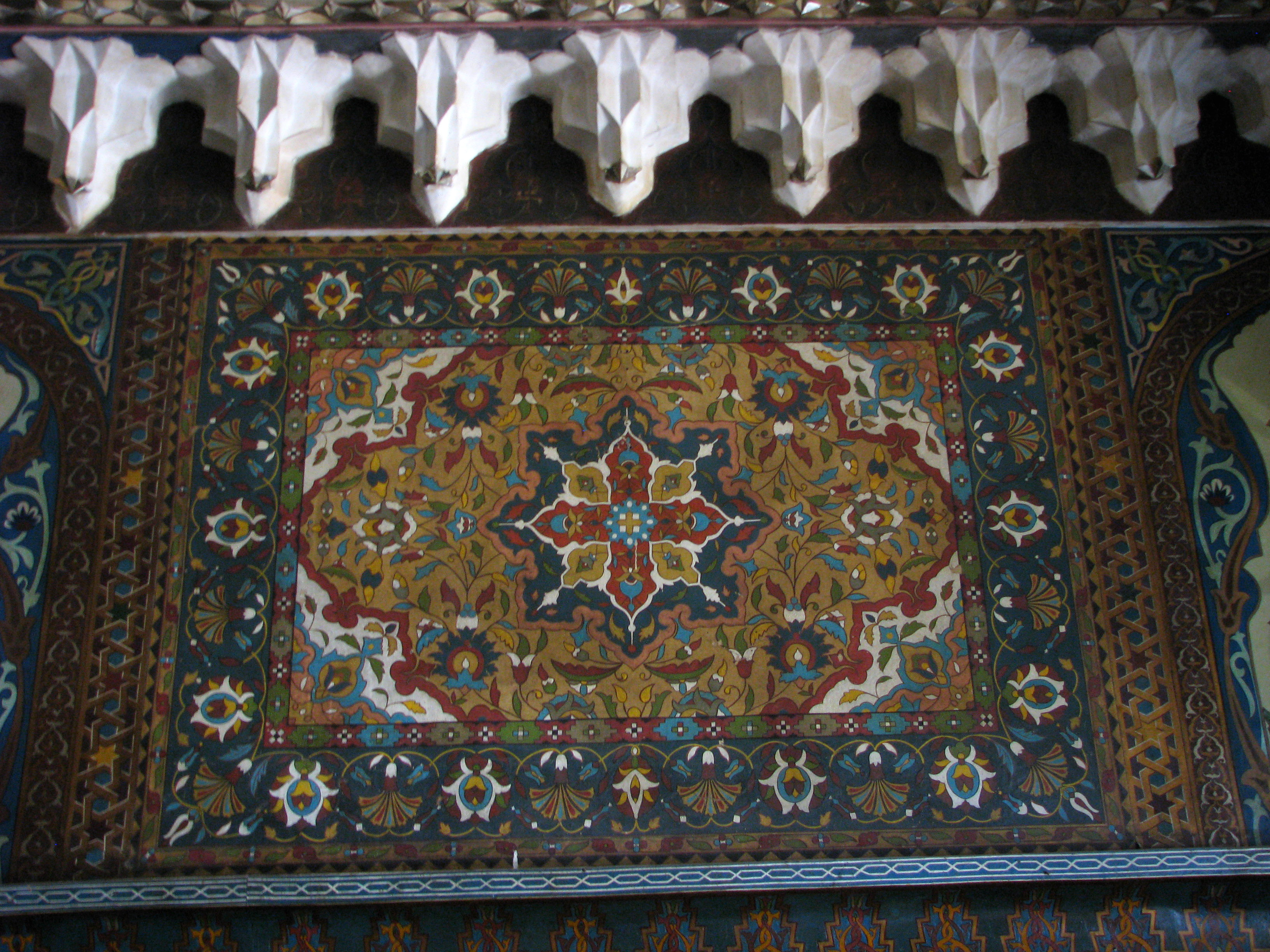
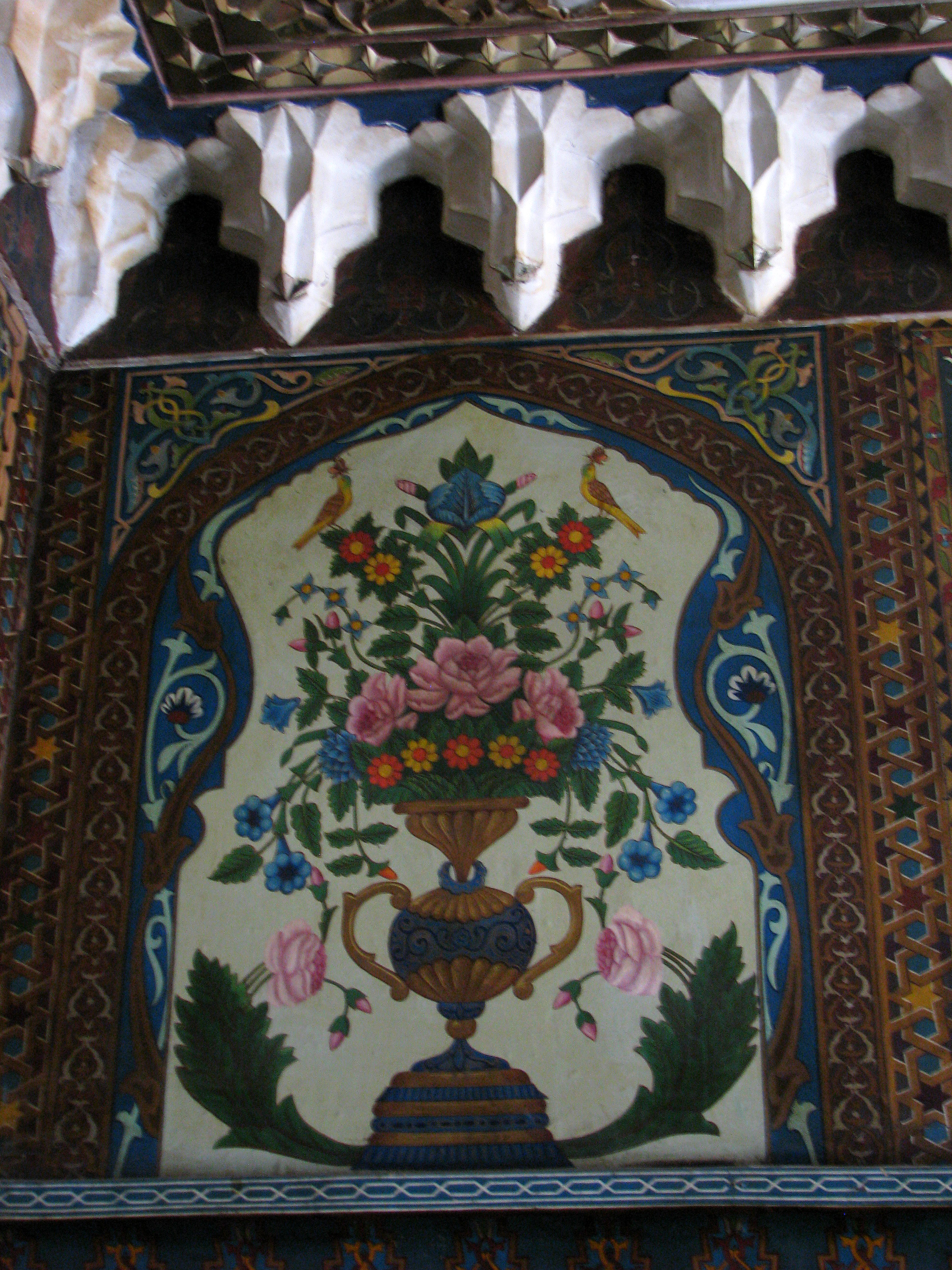
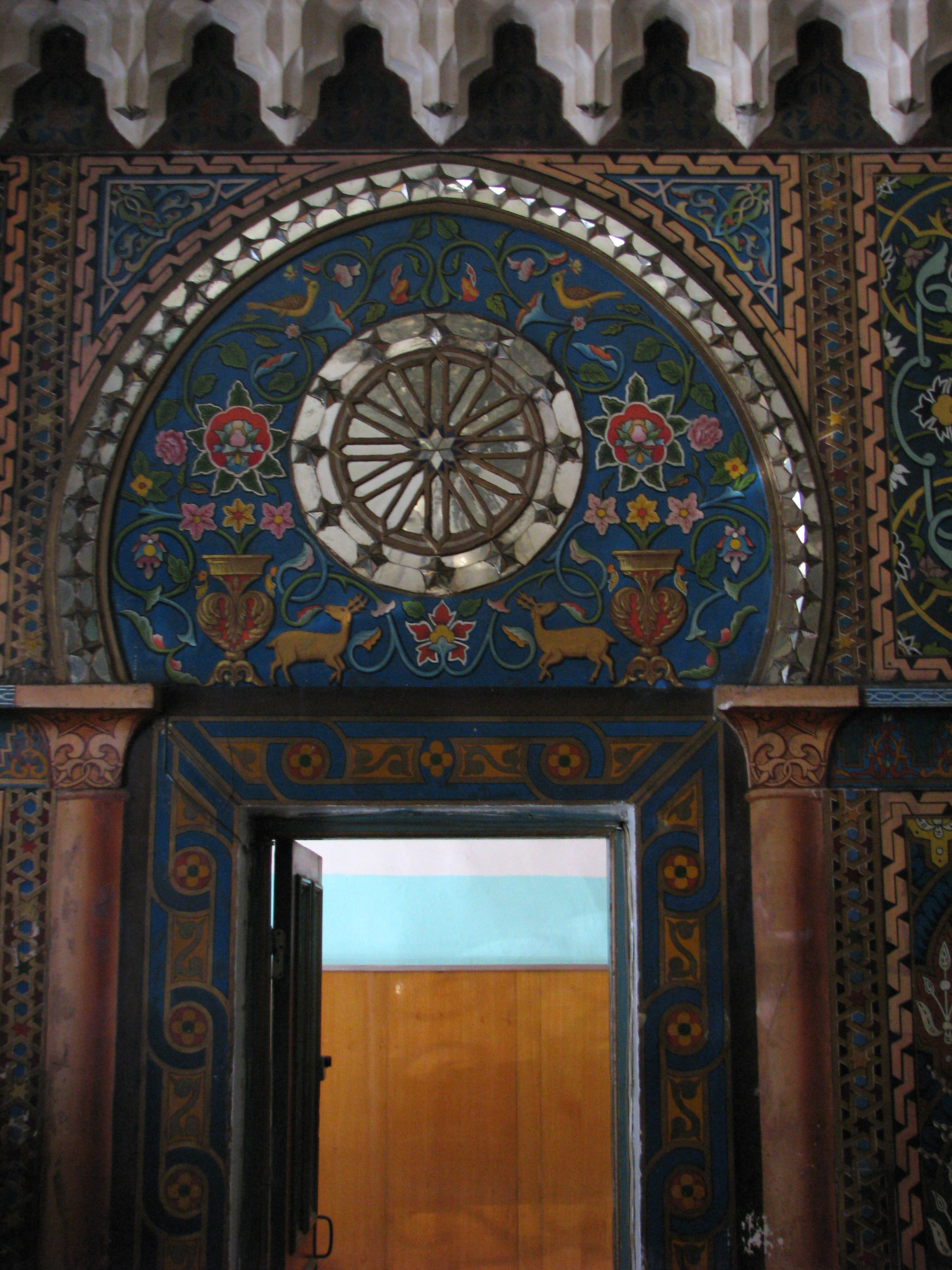
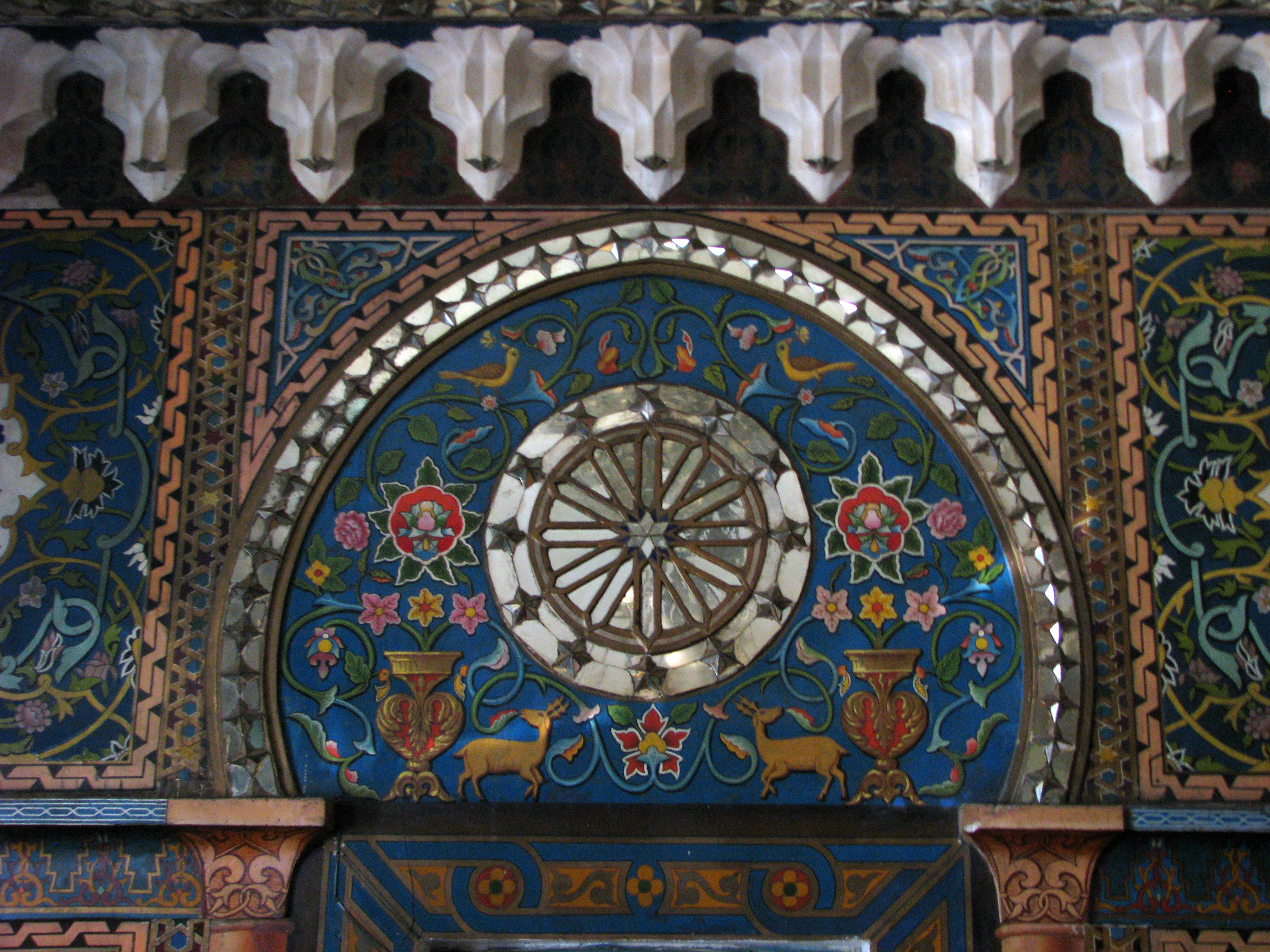
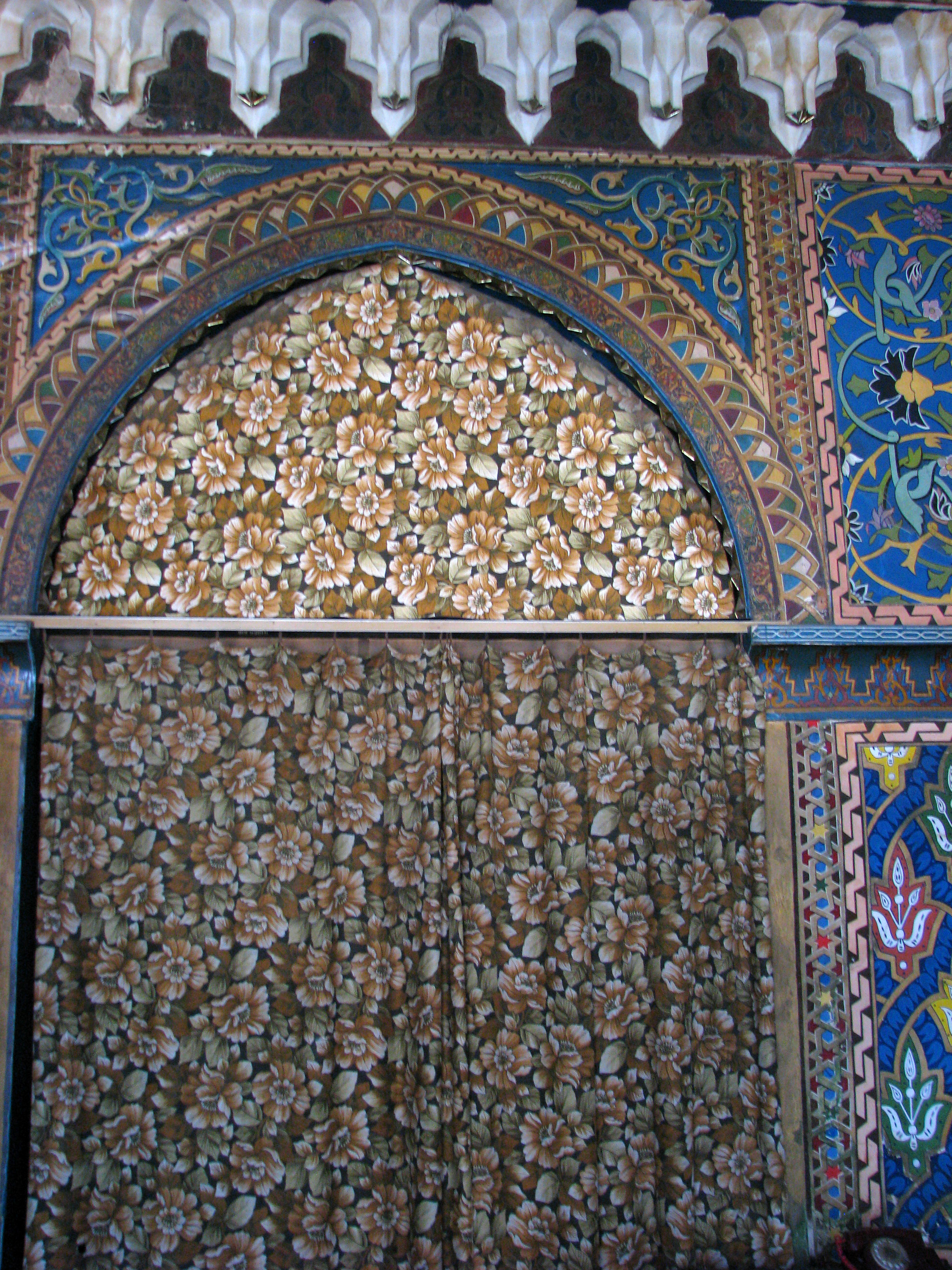
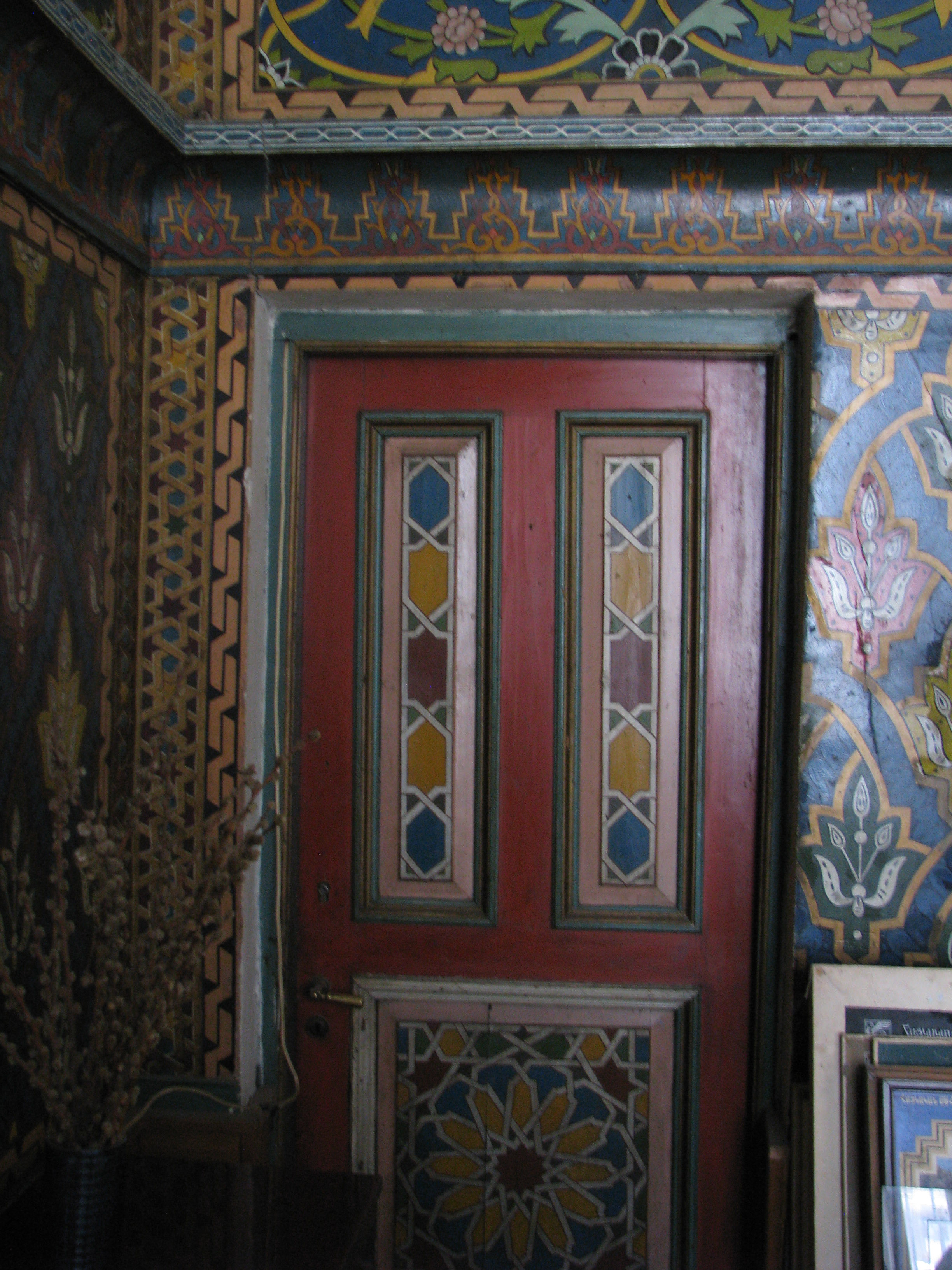
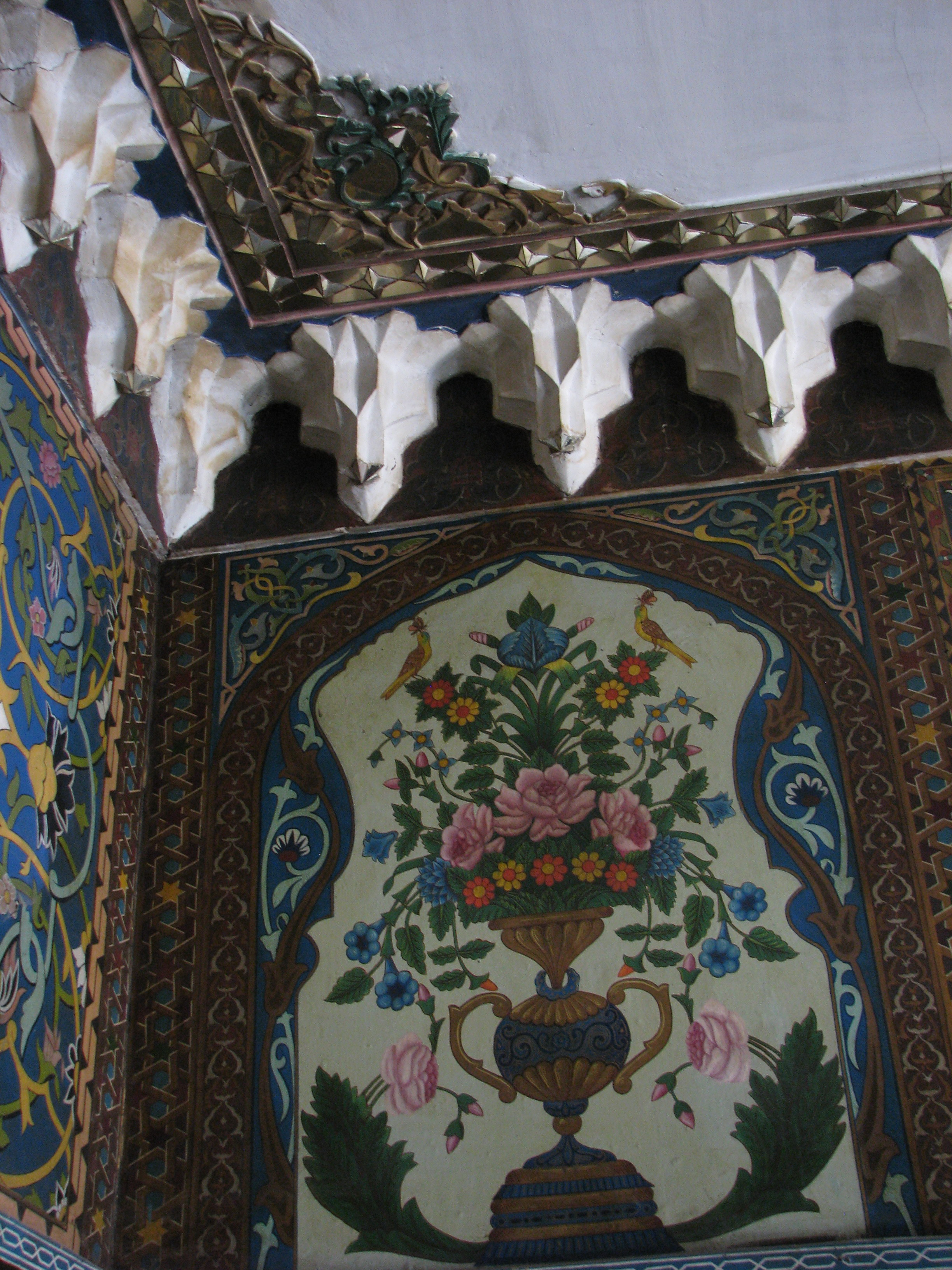
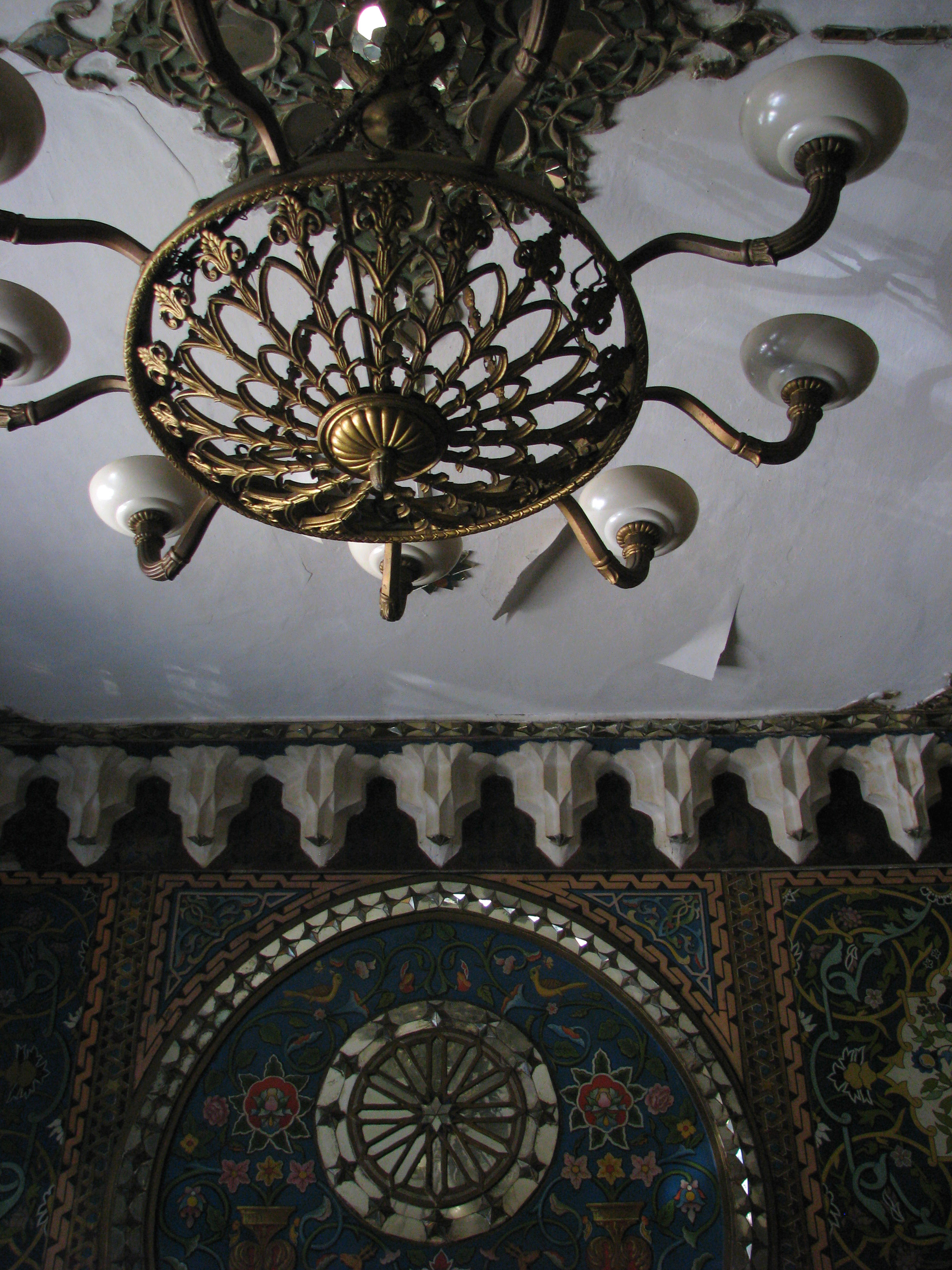
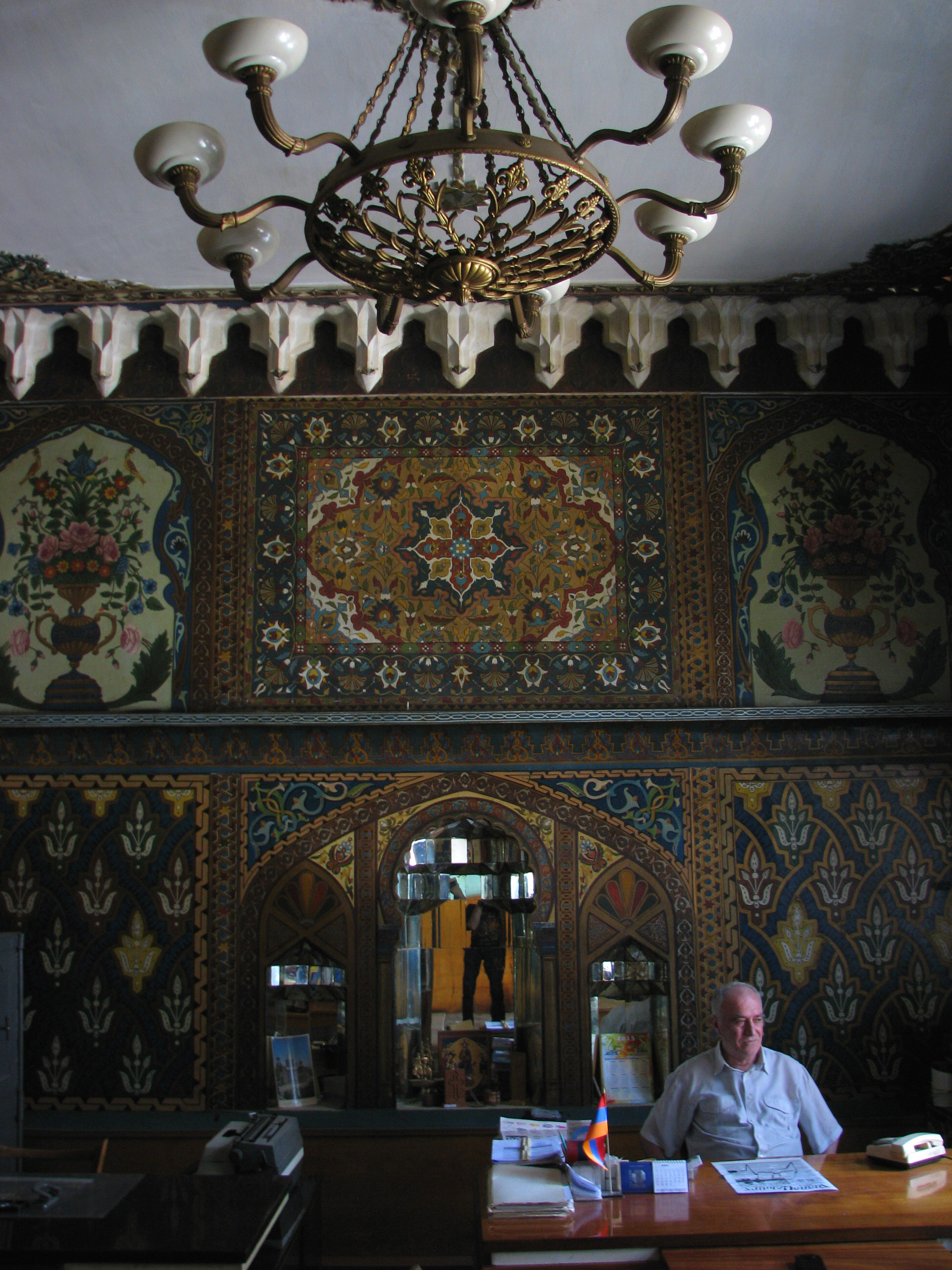
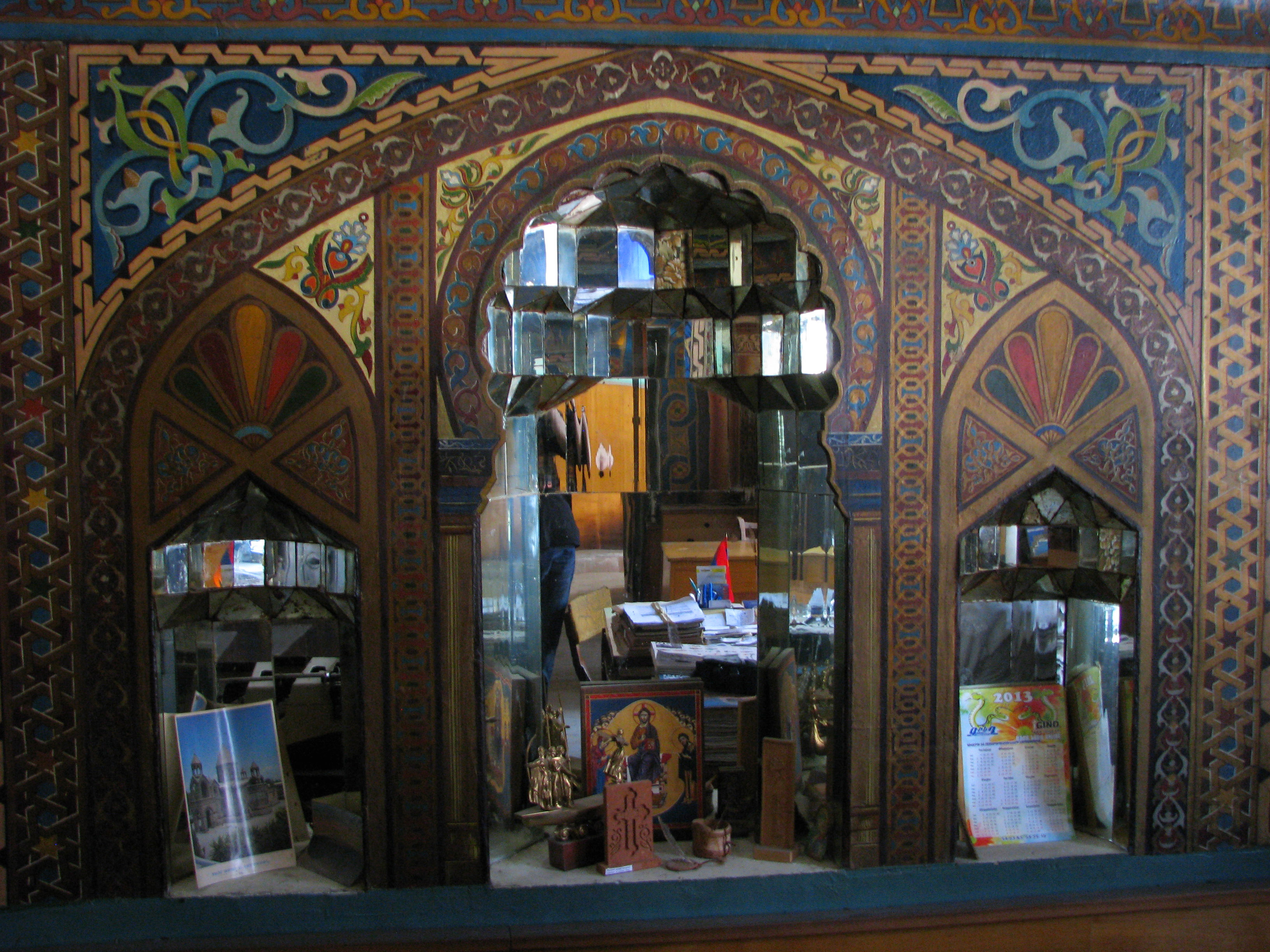

## Stato attuale
Nel 2014, la Società armena per la preservazione dei monumenti storici giunse ad un accordo con L'Ufficio armeno dei monumenti internazionali e con il Consiglio del turismo, per un uso congiunto dell'edificio. Questo fu invece restaurato su iniziativa del comune e del Ministero della cultura. Esiste un programma per la creazione di una nuova stanza con mobilio curato che possa essere utilizzata come sala per tenere delle mostre e andrà aggiunta alla lista delle attrazioni turistiche di Erevan.